# Liste der Kulturdenkmale in Weißig (Dresden)
Die Liste der Kulturdenkmale in Weißig umfasst sämtliche Kulturdenkmale der Dresdner Gemarkung Weißig. Die Anmerkungen sind zu beachten.
Diese Liste ist eine Teilliste der Liste der Kulturdenkmale in Dresden. 

Diese Liste ist eine Teilliste der Liste der Kulturdenkmale in Sachsen.

## Legende
- Bild: Bild des Kulturdenkmals, ggf. zusätzlich mit einem Link zu weiteren Fotos des Kulturdenkmals im Medienarchiv Wikimedia Commons. Wenn man auf das Kamerasymbol klickt, können Fotos zu Kulturdenkmalen aus dieser Liste hochgeladen werden:
- Bezeichnung: Denkmalgeschützte Objekte und ggf. Bauwerksname des Kulturdenkmals
- Lage: Straßenname und Hausnummer oder Flurstücknummer des Kulturdenkmals. Die Grundsortierung der Liste erfolgt nach dieser Adresse. Der Link (Karte) führt zu verschiedenen Kartendiensten mit der Position des Kulturdenkmals. Fehlt dieser Link, wurden die Koordinaten noch nicht eingetragen. Sind diese bekannt, können sie über ein Tool mit einer Kartenansicht einfach nachgetragen werden. In dieser Kartenansicht sind Kulturdenkmale ohne Koordinaten mit einem roten bzw. orangen Marker dargestellt und können durch Verschieben auf die richtige Position in der Karte mit Koordinaten versehen werden. Kulturdenkmale ohne Bild sind an einem blauen bzw. roten Marker erkennbar.
- Datierung: Baubeginn, Fertigstellung, Datum der Erstnennung oder grobe zeitliche Einordnung entsprechend des Eintrags in der sächsischen Denkmaldatenbank
- Beschreibung: Kurzcharakteristik des Kulturdenkmals entsprechend des Eintrags in der sächsischen Denkmaldatenbank, ggf. ergänzt durch die dort nur selten veröffentlichten Erfassungstexte oder zusätzliche Informationen
- ID: Vom Landesamt für Denkmalpflege Sachsen vergebene, das Kulturdenkmal eindeutig identifizierende Objekt-Nummer. Der Link führt zum PDF-Denkmaldokument des Landesamtes für Denkmalpflege Sachsen. Bei ehemaligen Kulturdenkmalen können die Objektnummern unbekannt sein und deshalb fehlen bzw. die Links von aus der Datenbank entfernten Objektnummern ins Leere führen. Ein ggf. vorhandenes Icon  führt zu den Angaben des Kulturdenkmals bei Wikidata.

## Liste der Kulturdenkmale in Weißig
| Bild                                    | Bezeichnung | Lage                                     | Datierung | Beschreibung | ID       |
| --------------------------------------- | --- | ---------------------------------------- | --- | --- | -------- |
|                                         | Wohnstallhaus mit Schuppen | An der Linde 1 (Karte)                   | 1. Hälfte 19. Jh. (Wohnstallhaus)                                                                               | Wohnstallhaus mit Fachwerkobergeschoss, Schuppen mit Holzverschalung, als Zeugnis ländlicher Architektur und Volksbauweise seiner Zeit baugeschichtlich bedeutend | 09283448 |
|                                         | Eisenbahnerwohnhaus mit Nebengebäude | Bautzner Landstraße 252 (Karte)          | 1919–1920 (Eisenbahnerwohnhaus), 1919–1920 (Hinterhaus)                                                         | als Zeugnisse für die Bauaufgabe Eisenbahnerwohnhaus um 1910 baugeschichtlich von Belang, mit ihrer traditionellen Stilhaltung zeittypisch gestaltet zwischen Heimatstil und Reformbaukunst | 09283517 |
|                                         | Mietvilla | Bautzner Landstraße 254 (Karte)          | Ende 19. Jh. (Mietvilla)                                                                                        | zeittypische Villenbau mit Putzfassade, Anklänge an Schweizerhausstil, geprägt von reichdekorierten Schwebegiebeln und verglasten Holzveranden, baugeschichtlich und stadtentwicklungsgeschichtlich bedeutend | 09283519 |
|                                         | Mietshaus in offener Bebauung | Bautzner Landstraße 277 (Karte)          | bezeichnet 1897 (Mietshaus)                                                                                     | schlichter, zweigeschossiger Putzbau mit Natursteingliederung, baugeschichtlich und stadtentwicklungsgeschichtlich bedeutend | 09283515 |
|                                         | Wohnhaus und Seitengebäude eines Dreiseithofes                                                                                                   | Bautzner Landstraße 278 (Karte)          | 2. Hälfte 19. Jh. (Bauernhaus)                                                                                  | Wohnhaus mit Putzfassade und Walmdach, Anlage als Zeugnis ländlicher Architektur und Volksbauweise ihrer Zeit baugeschichtlich bedeutend | 09283524 |
|                                         | Gasthof Weißig | Bautzner Landstraße 280 (Karte)          | 1903 (Gasthof), 1903 (Ballsaal)                                                                                 | Gasthof mit großem Saal; traditionelle Wirtschaft auf dem Schönfelder Hochland, markanter „altdeutscher“ Bau mit Fachwerkgiebel und Eckturm, baugeschichtlich und ortsgeschichtlich bedeutend, mit Ausstattung der Säle, Vorgängerbau bereits im 16. Jh. erwähnt, 1903 Neubau mit Ballsaal im Jugendstil, 1959 Übergabe an die Konsum-Genossenschaft, Ende der 1970er Jahre rekonstruiert, jedoch seither ohne die historische Deckenbemalung, seit 1992 im Besitz der Erben des ersten Besitzers, nach Sanierung 1993 wiedereröffnet. | 09283431 |
|                                         | Wohnstallhaus, Seitengebäude, Scheune und zwei Torpfeiler eines Dreiseithofes                                                                    | Bautzner Landstraße 283 (Karte)          | 2. Hälfte 19. Jh. (Wohnstallhaus), 2. Hälfte 19. Jh. (Bauernhof)                                                | zeittypische Anlage mit Putzfassaden, Scheune mit Fachwerk, Seitengebäude mit regionaltypischem Sandsteinschaugiebel, als Zeugnis ländlicher Architektur seiner Zeit baugeschichtlich bedeutend | 09283514 |
|                                         | Wohnstallhaus, Remise, Scheune und Toreinfahrt eines Dreiseithofes                                                                               | Bautzner Landstraße 285 (Karte)          | 2. Hälfte 19. Jh. (Wohnstallhaus), 2. Hälfte 19. Jh. (Dreiseithof)                                              | Wohnstallhaus mit regionaltypischem Sandsteingiebel und Eckquaderung, die anderen Gebäude verputzt, Hof als Zeugnis ländlicher Architektur seiner Zeit baugeschichtlich bedeutend | 09283513 |
|                                         | Wohnstallhaus mit Seitengebäude und Nebengebäude                                                                                                 | Bergstraße 3 (Karte)                     | 1. Hälfte 19. Jh. (Wohnstallhaus)                                                                               | weitgehend authentisch erhaltene Gebäude, verbretterte Obergeschosse und Giebel, Anlage als Zeugnis ländlicher Architektur und Volksbauweise seiner Zeit baugeschichtlich bedeutend | 09283465 |
| Weitere Bilder                          | Kirche mit Ausstattung | Hauptstraße (Karte)                      | 1632–1633/1634 Neuaufbau (Kirche), 1901 gravierender Umbau (Kirche), 1901 (Altar), 1901 (Gemälde), 1901 (Orgel) | Sakralbau mit Westturm, Kirchenschiff, Querhaus und Chor, das Äußere in späthistoristischen Formen, dazu Ausstattung im Jugendstil, Ausstattung einschließlich Vasa Sacra, bedeutsames Beispiel der Kirchenbaukunst im 17. Jahrhundert und vor allem kurz nach 1900, Turm wichtige Landmarke, baugeschichtlich, künstlerisch und landschaftsgestaltend bedeutend. Evangelisch-lutherische Dorfkirche mit Innenausstattung, Friedhof, Friedhofsmauer, Tor und Gedenkanlage, vermutlich um 1180 als Wehrkirche erbaut, nach starker Beschädigung im Dreißigjährigen Krieg wieder aufgebaut, 1838 Umgestaltung des Innenraums in klassizistischem Stil, 1901 Umbau von Woldemar Kandler, seither im Inneren mit Jugendstil- und Neobarock-Elementen und Jehmlich-Orgel, 2000–2001 umfassend renoviert. | 09283502 |
| Weitere Bilder                          | Sachgesamtheit Kirchhof und Friedhof Weißig mit mehreren Einzeldenkmalen                                                                         | Hauptstraße (Karte)                      | um 1235 (Gründungsjahr), um 1925 (Leichenhalle)                                                                 | Sachgesamtheit Kirchhof und Friedhof Weißig, mit folgenden Einzeldenkmalen: denkmalwerte Grabstätten, Gedenkstätte für Gefallene des 1. Weltkrieges einschließlich gartenkünstlerischer Gestaltung und Einfriedungsmauern einschließlich Toranlagen und Ziergittertoren sowie Zaunsanlagen (ID-Nr. 09303048) sowie Gestaltung des Kirchhofs (Gartendenkmal), außerdem Leichenhalle (Sachgesamtheitsteil); Kirchhof um die Dorfkirche einschließlich Erweiterungen zum Friedhof in seiner gewachsenen funktionellen und gestalterischen Einheit, mit gliederndem Wegesystem, struktur- und raumbildender Bepflanzung, Blickbeziehungen zum Hutberg, seltener, aus Kornelkirschen gebildeter Laube mit Sitzbänken, künstlerisch, ortsgeschichtlich und personengeschichtlich bedeutend                | 09301804 |
| Weitere Bilder                          | Einzeldenkmale der Sachgesamtheit Kirchhof und Friedhof Weißig: denkmalwerte Grabstätten einschl. Toranlagen (Einzeldenkmale zu ID-Nr. 09301804) | Hauptstraße (Karte)                      | um 1900 (1. Toranlage), 1901–1905 (2. Toranlage)                                                                | Einzeldenkmale der Sachgesamtheit Kirchhof und Friedhof Weißig: denkmalwerte Grabstätten, Gedenkstätte für Gefallene des 1. Weltkrieges und Einfriedungsmauern einschließlich Toranlagen und Ziergittertoren sowie Zaunsanlage; künstlerisch, ortsgeschichtlich und personengeschichtlich bedeutend. | 09303048 |
|                                         | Wassergraben | Hauptstraße (Karte)                      | 18./19. Jh. (Wasserelement)                                                                                     | Graben zwischen Haupt- und Südstraße, ortsgeschichtlich von Bedeutung, ortsbildprägend; Weißiger Dorfbach | 09283526 |
|                                         | Dorfteich und umliegende Grünfläche | Hauptstraße (Karte)                      | 19. Jh. (Teich)                                                                                                 | ursprüngliche Ausdehnung 1937 verkleinert, dann symmetrische Anlage, mit Sandsteinblöcken als Einfassung, ortsgeschichtlich von Bedeutung, ortsbildprägend | 09283443 |
| Weitere Bilder                          | Wohnhaus in offener Bebauung | Hauptstraße 1 (Karte)                    | 1. Drittel 19. Jh. (Häusleranwesen)                                                                             | wohl ehemaliges Häusleranwesen, verputztes Fachwerkobergeschoss,Krüppelwalmdach, als Zeugnis ländlicher Architektur und Volksbauweise seiner Zeit baugeschichtlich von Bedeutung, zudem Teil des alten Ortskerns von Weißig | 09283511 |
|                                         | Wohnhaus und hölzerne Gartenlaube | Hauptstraße 2 (Karte)                    | bezeichnet 1859 (Wohnhaus)                                                                                      | ländliches Wohnhaus mit Fachwerkobergeschoss, Giebel dekorativ verschiefert, als Zeugnis ländlicher Architektur und Volksbauweise seiner Zeit baugeschichtlich bedeutend,zudem Teil des alten Ortskerns von Weißig | 09283510 |
|                                         | Brauschänke | Hauptstraße 11; 11a (Karte)              | bezeichnet 1758 (Wohnhaus)                                                                                      | Ehemaliges Gasthaus; heute Wohnhaus, umgebaut und erweitert, ehemals geschlossene Hofanlage, wesentlicher Bestandteil des Ortsbildes von Weißig, baugeschichtlich und ortsgeschichtlich von Bedeutung | 09283508 |
|                                         | Wohnstallhaus eines Zweiseithofes | Hauptstraße 15 (Karte)                   | 2. Hälfte 19. Jh. (Wohnstallhaus)                                                                               | zeittypisches, verputztes Wohnstallhaus mit regionaltypischem Sandsteinschaugiebel, mit hölzernem Vorhaus, Gebäude als Zeugnis ländlicher Architektur und Volksbauweise seiner Zeit baugeschichtlich bedeutend, zudem Teil des alten Ortskerns von Weißig mit seiner kaum veränderten Struktur von Bauernhöfen zu beiden Seiten des Dorfbaches | 09283504 |
|                                         | Mietshaus in offener Bebauung mit Stützmauern | Hauptstraße 16 (Karte)                   | Ende 19. Jh. (Mietshaus)                                                                                        | schlichter, historisierender Wohnbau mit Putzfassade und Krüppelwalmdach, baugeschichtlich und stadtentwicklungsgeschichtlich bedeutend | 09283503 |
|                                         | Pfarrhof mit Pfarrhaus, Seitengebäude, Scheune, Eingang, Toreinfahrt und Handschwengelpumpe                                                      | Hauptstraße 18 (Karte)                   | 1742 (Pfarrhaus)                                                                                                | Fachwerkgebäude, Handschwengelpumpe holzverkleidet, Pfarrhof als Zeugnis ländlicher Architektur und Volksbauweise seiner Zeit baugeschichtlich von Belang, zudem ortsgeschichtlich von Bedeutung | 09283505 |
|                                         | Wohnhaus | Hauptstraße 19 (Karte)                   | 1. Hälfte 19. Jh. (Wohnhaus)                                                                                    | ländliches Wohnhaus mit hölzernem Eingangshäuschen, Gebäude als Zeugnis ländlicher Architektur baugeschichtlich bedeutend, zudem Teil des alten Ortskerns von Weißig zu beiden Seiten des Dorfbaches | 09283507 |
|                                         | Wohnstallhaus und Reste der Hofeinfahrt eines Dreiseithofes                                                                                      | Hauptstraße 21 (Karte)                   | Ende 19. Jh. (Wohnstallhaus)                                                                                    | regionaltypisches Wohnstallhaus, verputzt, Sandsteingewände, Anlage als Zeugnis ländlicher Architektur und Volksbauweise ihrer Zeit baugeschichtlich bedeutend, zudem Teil des alten Ortskerns von Weißig mit seiner kaum veränderten Struktur von Bauernhöfen zu beiden Seiten des Dorfbaches | 09283501 |
|                                         | Wohnstallhaus, Scheune und Teilen der Einfriedung eines Dreiseithofes                                                                            | Hauptstraße 23 (Karte)                   | 2. Hälfte 19. Jh. (Wohnstallhaus), 2. Hälfte 19. Jh. (Dreiseithof)                                              | ersteres beeindruckender Bau mit Zyklopenmauerwerk, Eckquaderungen und regionaltypischem Sandsteinschaugiebel, markante Zeugnisse ländlicher Architektur und Volksbauweise ihrer Zeit, baugeschichtlich bedeutend, zudem Teil des alten Ortskerns von Weißig mit seiner kaum veränderten Struktur von Bauernhöfen zu beiden Seiten des Dorfbaches | 09283500 |
|                                         | Wohnhaus | Hauptstraße 31 (Karte)                   | um 1850 (Wohnhaus)                                                                                              | ländliches Wohnhaus mit verputzter Fassade, Natursteingewänden und Satteldach, baugeschichtlich bedeutend, zudem Teil des alten Ortskerns von Weißig zu beiden Seiten des Dorfbaches | 09283499 |
|                                         | Wohnstallhaus, Scheune, Hofmauer, Einfahrt und Pforte eines Zweiseithofes                                                                        | Hauptstraße 32 (Karte)                   | 2. Hälfte 19. Jh. (Wohnstallhaus)                                                                               | Wohnstallhaus mit regionaltypischem Sandsteinschaugiebel, Einfahrt und Eingang von Sandsteinpfeilern gebildet, markantes Zeugnis der ländlichen Architektur und Volksbauweise des 19. Jahrhunderts, zudem Teil des Dorfkerns von Weißig mit seiner kaum veränderten Struktur von Bauernhöfen zu beiden Seiten des Dorfbaches | 09283496 |
|                                         | Wohnstallhaus | Hauptstraße 33 (Karte)                   | 2. Hälfte 19. Jh. (Wohnstallhaus)                                                                               | Gebäude mit Fachwerkobergeschoss und regionaltypischem Sandsteinschaugiebel, als Zeugnis ländlicher Architektur und Volksbauweise seiner Zeit baugeschichtlich bedeutend, zudem Teil des alten Ortskerns von Weißig mit seiner kaum veränderten Struktur von Höfen zu beiden Seiten des Dorfbaches | 09283495 |
|                                         | Wohnstallhaus und Scheune (mit Uhr) eines ehemaligen Dreiseithofes                                                                               | Hauptstraße 35 (Karte)                   | 2. Hälfte 19. Jh. (Wohnstallhaus); 2. Hälfte 19. Jh. (Dreiseithof)                                              | verputzte Gebäude mit Satteldächern, Anlage als Zeugnis ländlicher Architektur und Volksbauweise seiner Zeit baugeschichtlich bedeutend, zudem Teil des alten Ortskerns von Weißig mit seiner kaum veränderten Struktur von Bauernhöfen zu beiden Seiten des Dorfbaches seit 1995 Sitz des Kultur- und Kunstvereins Schönfelder Hochland, später im Besitz von Rolf Hoppe, seit 2002 Weißiger Hoftheater mit 100 Plätzen und kleiner Gaststätte | 09283493 |
|                                         | Wohnhaus | Hauptstraße 36 (Karte)                   | um 1850 (Wohnhaus)                                                                                              | ländliches Wohnhaus mit Fachwerkobergeschoss und Krüppelwalmdach, Gebäude als Zeugnis ländlicher Architektur und Volksbauweise seiner Zeit baugeschichtlich bedeutend, zudem Teil des alten Ortskerns von Weißig mit seiner kaum veränderten Struktur von Bauernhöfen zu beiden Seiten des Dorfbaches | 09283492 |
|                                         | Wohnhaus mit Nebengebäude | Hauptstraße 48 (Karte)                   | Anfang 19. Jh. (Wohnhaus)                                                                                       | ländliches Wohnhaus mit Fachwerkobergeschoss, Gebäude als Zeugnis ländlicher Architektur und Volksbauweise ihrer Zeit baugeschichtlich bedeutend | 09283488 |
|                                         | Wohnstallhaus | Hauptstraße 54 (Karte)                   | Anfang 19. Jh. (Wohnstallhaus)                                                                                  | weitgehend bauzeitlich erhalten, mit verputzter Fassade, Satteldach und hölzernem Eingangshäuschen, Gebäude als Zeugnis ländlicher Architektur und Volksbauweise seiner Zeit baugeschichtlich bedeutend | 09283490 |
| Weitere Bilder                          | Mord- und Sühnekreuz | Heinrich-Lange-Straße 1 (hinter) (Karte) | | Sandsteinkreuz mit eingeritzter Armbrust, anlässlich des Todes eines Menschen durch Totschlag oder Unfall errichtetes kreuzförmiges Erinnerungsmal, so genanntes Mord- und Sühnekreuz, ortsgeschichtlich bedeutsam, besonderer Wert auch wegen des hohen Alters | 09306832 |
|                                         | Villa Heiderose | Hermann-Löns-Straße 3 (Karte)            | 1880er Jahre (Villa)                                                                                            | Villa - historistischer Villenbau mit Eingangshäuschen, Putzbau mit Klinkergliederungen und Ornamentbandunterhalb des breiten Dachüberstandes, Veranda, baugeschichtlich und stadtentwicklungsgeschichtlich von Bedeutung | 09283427 |
|                                         | Wohnhaus | Pillnitzer Straße 1 (Karte)              | 1. Hälfte 19. Jh. (Wohnhaus)                                                                                    | kleines ländliches Wohngebäude mit verbrettertem Geibel, als Zeugnis ländlicher Architektur und Volksbauweise seiner Zeit baugeschichtlich bedeutend | 09283454 |
|                                         | Wohnhaus | Pillnitzer Straße 5 (Karte)              | 1. Hälfte 19. Jh. (Wohnhaus)                                                                                    | ländlicher Wohnbau mit verschaltem Obergeschoss und verputzten Giebelseiten, Wohnhaus als Zeugnis ländlicher Architektur und Volksbauweise seiner Zeit baugeschichtlich bedeutend | 09283453 |
|                                         | Wohnhaus und Scheune | Pillnitzer Straße 7 (Karte)              | 1. Hälfte 19. Jh. (Wohnhaus)                                                                                    | ländliche Fachwerkhäuser als Zeugnis ländlicher Architektur und Volksbauweise ihrer Zeit baugeschichtlich bedeutend | 09283452 |
|                                         | Wohnhaus | Pillnitzer Straße 10 (Karte)             | 1. Hälfte 19. Jh. (Wohnhaus)                                                                                    | ländliches Gebäude mit verputzter Fassade, teilweise verbrettertem Obergeschoss und verschiefertem Giebel, als Zeugnis ländlicher Architektur und Volksbauweise seiner Zeit baugeschichtlichbedeutend | 09283451 |
|                                         | Wohnstallhaus und Scheune | Pillnitzer Straße 16 (Karte)             | 1. Hälfte 19. Jh. (Wohnstallhaus)                                                                               | beide Gebäude mit verputztem Fassaden, als Zeugnis ländlicher Architektur und Volksbauweise ihrer Zeit baugeschichtlich bedeutend | 09283447 |
|                                         | Wohnhaus, Nebengebäude und Schuppen | Pillnitzer Straße 20 (Karte)             | 1. Hälfte 19. Jh. (Wohnhaus)                                                                                    | Gebäude mit verputztem Fassaden, als Zeugnis ländlicher Architektur und Volksbauweise ihrer Zeit baugeschichtlich bedeutend | 09283446 |
|                                         | Wohnstallhaus und Scheune eines Zweiseithofes | Pillnitzer Straße 21 (Karte)             | bezeichnet 1870 (Wohnstallhaus)                                                                                 | Wohnstallhaus bezeichnet in Tafel über Tür, Hof als Zeugnis ländlicher Architektur und Volksbauweise seiner Zeit baugeschichtlich bedeutend | 09283481 |
|                                         | Alte Schmiede: Ehemalige Schmiede mit Werkstatt und Inschrifttafel                                                                               | Südstraße 1 (Karte)                      | bezeichnet 1858 (Wohnhaus)                                                                                      | Gebäude mit regionaltypischem Sandsteinschaugiebel, als Zeugnis ländlicher Architektur und Volksbauweise seiner Zeit baugeschichtlich bedeutend, zudem ortsgeschichtlich von Bedeutung | 09283432 |
|                                         | Wohnstallhaus, Scheune und Reste der Einfriedungsmauer eines Bauernhofes                                                                         | Südstraße 2 (Karte)                      | 2. Hälfte 19. Jh. (Wohnstallhaus), 2. Hälfte 19. Jh. (Bauernhof)                                                | Gebäude mit Fachwerk, Wohnstallhaus mit regionaltypischem Sandsteinschaugiebel, Hof als Zeugnis ländlicher Architektur und Volksbauweise seiner Zeit baugeschichtlich bedeutend, zudem Teil des alten Ortskerns von Weißig mit seiner kaum veränderten Struktur von Bauernhöfen zu beiden Seiten des Dorfbaches | 09283433 |
|                                         | Wohnstallhaus, Scheune, Remise und Hofmauer eines Dreiseithofes                                                                                  | Südstraße 6 (Karte)                      | bezeichnet 1850 (Wohnstallhaus), bezeichnet 1895 (Scheune)                                                      | ortstypischer Dreiseithof mit Sandsteinschaugiebel, als Zeugnis ländlicher Architektur und Volksbauweise seiner Zeit baugeschichtlich bedeutend, zudem Teil des alten Ortskerns von Weißig mit seiner kaum veränderten Struktur von Bauernhöfen zu beiden Seiten des Dorfbaches | 09283436 |
| Direkt Bild zu diesem Denkmal hochladen | Hofeinfahrt, Reste der Hofmauer und Wassertrog eines ehemaligen Bauernhofes                                                                      | Südstraße 7; 7b (vor) (Karte)            | | steinerner Wassertrog, zwei Pfeiler der Hofeinfahrt, letzte Zeugnisse eines der großen ortstypischen Bauernhöfe, ortsgeschichtlich von Bedeutung | 09283437 |
|                                         | Wohnstallhaus, Nebengebäude und Scheune eines Dreiseithofes, außerdem Reste der Hofeinfahrt mit Holztor                                          | Südstraße 8 (Karte)                      | 2. Hälfte 19. Jh. (Wohnstallhaus), 2. Hälfte 19. Jh. (Dreiseithof)                                              | als Zeugnis ländlicher Architektur und Volksbauweise seiner Zeit baugeschichtlich bedeutend, zudem Teil des alten Ortskerns von Weißig mit seiner kaum veränderten Struktur von Bauernhöfen zu beiden Seiten des Dorfbaches | 09283438 |
|                                         | Wohnhaus und Seitengebäude | Südstraße 14 (Karte)                     | 1. Hälfte 19. Jh. (Wohnhaus)                                                                                    | verputzte Gebäude, Zeugnis ländlicher Architektur und Volksbauweise, Zeitbaugeschichtlich bedeutend, zudem Teil des alten Ortskerns von Weißig mit seiner kaum veränderten Struktur von Bauernhöfen zu beiden Seiten des Dorfbaches | 09283441 |
|                                         | Wohnstallhaus und Seitengebäude eines Bauernhofes                                                                                                | Südstraße 17; 17a (Karte)                | um 1850 (Wohnstallhaus), um 1850 (Bauernhof)                                                                    | beide Gebäude mit Fachwerkobergeschoss, Fachwerkschaugiebel Wohnstallhaus mit Schmuckform (Lyra) in der Giebelspitze, Hof als Zeugnis ländlicher Architektur und Volksbauweise seiner Zeit baugeschichtlich bedeutend, zudem Teil des alten Ortskerns von Weißig mit seiner kaum veränderten Struktur von Bauernhöfen zu beiden Seiten des Dorfbaches | 09283442 |
|                                         | Wohnhaus | Talstraße 3 (Karte)                      | um 1850 (Bauernhaus)                                                                                            | nur der vordere Teil ist Denkmal, Fachwerkgebäude als Zeugnis ländlicher Architektur und Volksbauweise seiner Zeit baugeschichtlich bedeutend | 09283455 |
|                                         | Handschwengelpumpe | Talstraße 5 (Karte)                      | um 1800 (Wasserversorgungs- und Abwasseranlage)                                                                 | hölzerne Pumpe, kulturgeschichtlich von Bedeutung | 09283456 |
|                                         | Wohnhaus und Scheune | Talstraße 8 (Karte)                      | 1. Hälfte 19. Jh. (Wohnhaus)                                                                                    | kleines Gebäude mit Fachwerkobergeschoss, verbrettertem Giebel und Schleppdach, als Zeugnis ländlicher Architektur und Volksbauweise seiner Zeit baugeschichtlich bedeutend | 09283458 |
|                                         | Wohnhaus | Talstraße 9 (Karte)                      | 1. Hälfte 19. Jh. (Wohnhaus)                                                                                    | kleines Gebäude mit verbrettertem Giebel und Schleppdach, als Zeugnis ländlicher Architektur und Volksbauweise seiner Zeit baugeschichtlich bedeutend | 09283459 |
|                                         | Wohnhaus | Talstraße 13 (Karte)                     | 1. Hälfte 19. Jh. (Wohnhaus)                                                                                    | Gebäude mit teilweise verbrettertem Obergeschoss und Giebel, Schleppdach, als Zeugnis ländlicher Architektur und Volksbauweise seiner Zeit baugeschichtlich von Bedeutung | 09283460 |
|                                         | Wohnhaus | Talstraße 16 (Karte)                     | Anfang 19. Jh. (Wohnhaus)                                                                                       | Gebäude mit Putzfassade, Schleppdach und verbrettertem Giebel, als Zeugnis ländlicher Architektur und Volksbauweise seiner Zeit baugeschichtlich bedeutend | 09283461 |
|                                         | Wohnstallhaus | Talstraße 17 (Karte)                     | Anfang 19. Jh. (Wohnstallhaus)                                                                                  | kleines Gebäude mit Fachwerkobergeschoss, in großen Teilen verputzt und Schleppdach,als Zeugnis ländlicher Architektur und Volksbauweise seiner Zeit baugeschichtlich bedeutend | 09283462 |
|                                         | Wohnhaus | Talstraße 19 (Karte)                     | 1. Hälfte 19. Jh. (Wohnhaus)                                                                                    | kleines Gebäude mit verputzter Fassade, verbrettertem Giebel und Schleppdach, als Zeugnis ländlicher Architektur und Volksbauweise seiner Zeit baugeschichtlich bedeutend | 09283463 |
|                                         | Zwergbaude: Ehemaliges Gasthaus und Gartenlaube                                                                                                  | Ullersdorfer Landstraße 2 (Karte)        | 1929/1930 (Gasthaus)                                                                                            | Hauptbau breit gelagert, mit hölzernem Vorbau, heute als Wohnhaus genutzt, vor allem ortsgeschichtlich bedeutend | 09283429 |
|                                         | Villa Gold-Else | Ullersdorfer Landstraße 6 (Karte)        | 1880er Jahre (Villa)                                                                                            | Villa mit Einfriedung und hölzernem Gartenpavillon - zeittypischer, historisierender Putzbau am Schweizerhausstil orientiert, mit Holzbalkonen und Schwebegiebel, baugeschichtlich und stadtentwicklungsgeschichtlich bedeutend | 09283419 |
|                                         | Sommerhaus | Ullersdorfer Landstraße 13 (Karte)       | um 1930 (Sommerhaus/Wochenendhaus)                                                                              | charakteristisches Holzhaus um 1930, bauliches Zeugnis der Architekturbewegung jener Zeit, preiswert und solide gestaltete Wohnhäuser wurden in Fertigteilbauweise angeboten, baugeschichtlich von Bedeutung | 09283430 |

## Ehemalige Kulturdenkmale
| Bild                                    | Bezeichnung         | Lage                            | Datierung | Beschreibung                                                                                | ID |
| --------------------------------------- | ------------------- | ------------------------------- | --------- | ------------------------------------------------------------------------------------------- | -- |
| Direkt Bild zu diesem Denkmal hochladen | ländliches Wohnhaus | Bautzner Landstraße 258 (Karte) |           | Obergeschoss mit Fachwerk                                                                   |    |
| Direkt Bild zu diesem Denkmal hochladen | Hofmauer            | Hauptstraße 17 (Karte)          |           | Hofmauer mit drei Sandsteinpfeilern                                                         |    |
|                                         | Wohnhaus            | Hauptstraße 49 (Karte)          |           | Wohnhaus eines Vierseithofs                                                                 |    |
| Direkt Bild zu diesem Denkmal hochladen | Wohnhaus            | Radeberger Straße 3 (Karte)     |           |                                                                                             |    |
|                                         | Hofeinfahrt         | Südstraße 25 (Karte)            |           | Reste der Hofeinfahrt (zwei Torpfeiler mit Kämpferplatte und eingelagerten Sandsteintafeln) |    |